# Chi Tôm he
Chi Tôm he (danh pháp khoa học: Penaeus) là một chi của các loài tôm, bao gồm tôm sú (P. monodon), loại tôm nuôi quan trọng nhất trên thế giới. Chi này đã được tổ chức lại theo hệ thống mà Pérez Farfante và Kensley đề xuất dựa trên các khác biệt về hình thái, đặc biệt là các đặc trưng cơ quan sinh dục của các loài này, mặc dù sửa đổi này vẫn chưa được chấp nhận rộng khắp. Kết quả là, nhiều loài trước đây thuộc chi Penaeus đã được chuyển qua các chi mới cùng họ Penaeidae: Farfantepenaeus, Fenneropenaeus, Litopenaeus và Marsupenaeus. Bảng sau tóm tắt sơ qua các thay đổi này:
| Danh pháp khoa học cũ | Danh pháp khoa học mới         | Tên thông dụng           |
| --------------------- | ------------------------------ | ------------------------ |
| P. aztecus            | Farfantepenaeus aztecus        |                          |
| P. brasiliensis       | Farfantepenaeus brasiliensis   |                          |
| P. brevirostris       | Farfantepenaeus brevirostris   |                          |
| P. californiensis     | Farfantepenaeus californiensis |                          |
| P. chinensis          | Fenneropenaeus chinensis       | Tôm nương                |
| P. duorarum           | Farfantepenaeus duorarum       |                          |
| P. esculentus         | Penaeus esculentus             |                          |
| P. indicus            | Fenneropenaeus indicus         | Tôm he Ấn Độ             |
| P. japonicus          | Marsupenaeus japonicus         | Tôm he Nhật Bản, tôm vằn |
| P. merguiensis        | Fenneropenaeus merguiensis     | Tôm bạc thẻ              |
| P. monodon            | Penaeus monodon                | Tôm sú                   |
| P. notialis           | Farfantepenaeus notialis       |                          |
| P. occidentalis       | Litopenaeus occidentalis       |                          |
| P. paulensis          | Farfantepenaeus paulensis      |                          |
| P. penicillatus       | Fenneropenaeus penicillatus    | Tôm he lông dài          |
| P. schmitti           | Litopenaeus schmitti           |                          |
| P. semisulcatus       | Penaeus semisulcatus           | Tôm vằn                  |
| P. setiferus          | Litopenaeus setiferus          |                          |
| P. silasi             | Fenneropenaeus silasi          |                          |
| P. stylirostris       | Litopenaeus stylirostris       |                          |
| P. subtilis           | Farfantepenaeus subtilis       |                          |
| P. vannamei           | Litopenaeus vannamei           | Tôm thẻ chân trắng       |

Một số loài đôi khi được gọi là Penaeus spp. nhưng thực ra phải thuộc giống Melicertus:
| Tên sai          | Tên khoa học đúng        | Tên thường gọi   |
| ---------------- | ------------------------ | ---------------- |
| P. canaliculatus | Melicertus canaliculatus | Tôm he rãnh sâu  |
| P. kerathurus    | Melicertus kerathurus    |                  |
| P. latisculatus  | Melicertus latisculatus  | Tôm gân          |
| P. longistylus   | Melicertus longistylus   | Tôm he đỏ        |
| P. marginatus    | Melicertus marginatus    | Tôm gân rãnh bên |
| P. plebejus      | Melicertus plebejus      |                  |

## LIên kết ngoài
- Penaeidae (TSN 95602) tại Hệ thống Thông tin Phân loại Tích hợp (ITIS).
- List of species Lưu trữ ngày 7 tháng 3 năm 2005 tại Wayback Machine (tiếng Nhật)